# Multichannel News
Multichannel News es una revista y un sitio web publicados por Future US que cubre proveedores de televisión y comunicaciones multicanal, como operadores de cable, empresas de televisión por satélite y compañías telefónicas, así como servicios emergentes de video y comunicación por Internet. 

## Historia y perfil
Multichannel News fue fundada por Fairchild Publications y Paul Maxwell. Su primer número fue publicado el 15 de septiembre de 1980. 
La compañía Walt Disney fue propietaria de la revista durante un año después de adquirir la capital de Fairchild Capital Cities/ABC, luego la vendió a Cahners Business Information, parte de Reed Elsevier. En 2009, el propietario Reed Business Information vendió Twice, Broadcasting & Cable y Multichannel News a NewBay Media. Future adquirió NewBay Media en 2018.
Multichannel News llega a más de 18.000 profesionales de la industria en el negocio de la televisión por cable y tiene un enfoque editorial en programación, publicidad, marketing, finanzas, tecnología, banda ancha y actividades gubernamentales para las industrias mundiales de televisión por cable y telecomunicaciones. Sus lectores incluyen ejecutivos con redes de televisión por cable, operadores de sistemas múltiples de cable (MSO), operadores de sistemas de cable independientes, compañías de televisión por satélite e inalámbricas, compañías de telecomunicaciones y proveedores de equipos de tecnología para la industria del cable. Multichannel News tiene asociaciones exclusivas con asociaciones comerciales y desarrolla premios que reconocen los logros en el negocio de la televisión. 